# Mijamas
Mijamas (arab. مياماس) – miejscowość w Syrii, w muhafazie As-Suwajda. W 2004 roku liczyła 2525 mieszkańców.